# Renzo Zorzi
 Renzo Zorzi  va ser un pilot de curses automobilístiques italià que va arribar a disputar curses de Fórmula 1.
Va néixer el 12 de desembre del 1946 a Torí, Piemont, Itàlia.

## A la F1
Renzo Zorzi va debutar a la tretzena cursa de la temporada 1975 (la 26a temporada de la història) del campionat del món de la Fórmula 1, disputant el 7 de setembre del 1975 el G.P. d'Itàlia al circuit de Monza.
Va participar en set curses puntuables pel campionat de la F1, disputades en tres temporades consecutives (1975-1977) aconseguint una sisena posició com millor classificació en una cursa i assolí un punt pel campionat del món de pilots.

## Resultats a la Fórmula 1
| Any  | Equip                      | Xassís   | Motor    | 1       | 2     | 3       | 4         | 5       | 6   | 7   | 8   | 9   | 10  | 11  | 12  | 13     | 14  | 15  | 16  | 17  | Posició | Punts |
| ---- | -------------------------- | -------- | -------- | ------- | ----- | ------- | --------- | ------- | --- | --- | --- | --- | --- | --- | --- | ------ | --- | --- | --- | --- | ------- | ----- |
| 1975 | Frank Williams Racing Cars | Williams | Cosworth | ARG     | BRA   | SUD     | ESP       | BEL     | MON | SUE | HOL | FRA | GBR | ALE | AUT | ITA 14 | USA |     |     |     | -       | 0     |
| 1976 | Frank Williams Racing Cars | Williams | Cosworth | BRA 9   | SUD   | O.USA   | ESP       | BEL     | MON | SUE | FRA | GBR | ALE | AUT | HOL | ITA    | CAN | USA | JAP |     | -       | 0     |
| 1977 | Shadow Racing Team         | Shadow   | Cosworth | ARG Ret | BRA 6 |         |           |         |     |     |     |     |     |     |     |        |     |     |     |     | 19è     | 1     |
| 1977 | Shadow Racing Team         | Shadow   | Cosworth |         |       | SUD Ret | O.USA Ret | ESP Ret | MON | BEL | SUE | FRA | GBR | ALE | AUT | HOL    | ITA | USA | CAN | JAP | 19è     | 1     |

### Resum
| Curses: | Victòries: | Pòdiums: | Poles: | Voltes ràpides: | Punts: |
| ------- | ---------- | -------- | ------ | --------------- | ------ |
| 7       | 0          | 0        | 0      | 0               | 1      |